# Сезар (кинопремия, 1979)
4-я церемония вручения наград премии «Сезар» (также известной как Ночь Сезара (фр. Nuit des César)) за заслуги в области французского кинематографа за 1978 год состоялась 3 февраля 1979 года в концертном зале «Плейель» (Париж, Франция). Президентом церемонии выступил актёр Шарль Ванель.
Лучшим фильмом года была признана драма Кристиана де Шалонжа «Чужие деньги», взявшая также награду за лучшую режиссёрскую работу. Драматическая лента «Простая история», режиссёра Клода Соте, выдвинутая на премию в 11 номинациях, в итоге была удостоена лишь одной награды — за лучшую женскую роль (Роми Шнайдер). Для Шнайдер данная награда стала второй, первого «Сезара» она получила в той же номинации, на первой церемонии, тремя годами ранее.

## Список лауреатов и номинантов
Количество наград/номинаций:
- 1/11: «Простая история»
- 2/5: «Чужие деньги» / «Мольер»
- 0/5: «Сахар»
- 2/4: «Досье на 51-го»
- 1/4: «Виолетта Нозьер»
- 1/2: «Дикое состояние»
- 0/2: «Жюдит Терпов»
- 1/1: «Клетка для чудаков» / «Робер и Робер» / «Приготовьте ваши носовые платки» / «L'Arbre vieux» / «Dégustation maison» / «На вёслах через океан» / «Дерево для башмаков»

### Основные категории
• Победители выделены отдельным цветом. 
| Категории                                                                              | Лауреаты и номинанты                                                                             | Лауреаты и номинанты                                                                             |
| -------------------------------------------------------------------------------------- | ------------------------------------------------------------------------------------------------ | ------------------------------------------------------------------------------------------------ |
| Лучший фильм                                                                           | • Чужие деньги / L'Argent des autres (режиссёр: Кристиан де Шалонж)                              | • Чужие деньги / L'Argent des autres (режиссёр: Кристиан де Шалонж)                              |
| Лучший фильм                                                                           | • Досье на 51-го / Le Dossier 51 (режиссёр: Мишель Девиль)                                       |                                                                                                  |
| Лучший фильм                                                                           | • Мольер / Molière (режиссёр: Ариана Мнушкина)                                                   |                                                                                                  |
| Лучший фильм                                                                           | • Простая история / Une histoire simple (режиссёр: Клод Соте)                                    |                                                                                                  |
| Лучший режиссёр                                                                        | • Кристиан де Шалонж за фильм «Чужие деньги»                                                     | • Кристиан де Шалонж за фильм «Чужие деньги»                                                     |
| Лучший режиссёр                                                                        | • Мишель Девиль — «Досье на 51-го»                                                               |                                                                                                  |
| Лучший режиссёр                                                                        | • Ариана Мнушкина — «Мольер»                                                                     |                                                                                                  |
| Лучший режиссёр                                                                        | • Клод Соте — «Простая история»                                                                  |                                                                                                  |
| Лучший актёр                                                                           |                                                                                                  | • Мишель Серро — «Клетка для чудаков» (за роль Альбена (Зазы Наполи))                            |
| Лучший актёр                                                                           | • Клод Брассёр — «Простая история» (за роль Сержа)                                               |                                                                                                  |
| Лучший актёр                                                                           | • Жан Карме — «Сахар» (фр.) (за роль Адриена Куртуа)                                             |                                                                                                  |
| Лучший актёр                                                                           | • Жерар Депардьё — «Сахар» (за роль Рауля-Рено Омекура)                                          |                                                                                                  |
| Лучшая актриса                                                                         |                                                                                                  | • Роми Шнайдер — «Простая история» (за роль Мари)                                                |
| Лучшая актриса                                                                         | • Анук Эме — «Моя первая любовь» (фр.) (за роль Джейн Ромен)                                     |                                                                                                  |
| Лучшая актриса                                                                         | • Анни Жирардо — «Ключ в двери» (фр.) (за роль Мари Арно)                                        |                                                                                                  |
| Лучшая актриса                                                                         | • Изабель Юппер — «Виолетта Нозьер» (за роль Виолетты Нозьер)                                    |                                                                                                  |
| Лучший актёр второго плана                                                             |                                                                                                  | • Жак Вильре — «Робер и Робер» (за роль Робера Вилье)                                            |
| Лучший актёр второго плана                                                             | • Клод Брассёр — «Простая история» (за роль Сержа)                                               |                                                                                                  |
| Лучший актёр второго плана                                                             | • Жан Карме — «Сахар» (за роль Адриена Куртуа)                                                   |                                                                                                  |
| Лучший актёр второго плана                                                             | • Мишель Серро — «Чужие деньги» (за роль Мирмона)                                                |                                                                                                  |
| Лучшая актриса второго плана                                                           |                                                                                                  | • Стефан Одран — «Виолетта Нозьер» (за роль Жермен Нозьер)                                       |
| Лучшая актриса второго плана                                                           | • Арлетт Боннар (фр.) — «Простая история» (за роль Габриель)                                     |                                                                                                  |
| Лучшая актриса второго плана                                                           | • Нелли Боржо (фр.) — «Сахар» (за роль Хильды Куртуа)                                            |                                                                                                  |
| Лучшая актриса второго плана                                                           | • Ева Дарлан (фр.) — «Простая история» (за роль Анны)                                            |                                                                                                  |
| Лучший сценарий, диалоги и адаптация (фр. Meilleur Scénario, Dialogues ou Adaptation)  | • Мишель Девиль, Жиль Перро (фр.) — «Досье на 51-го»                                             | • Мишель Девиль, Жиль Перро (фр.) — «Досье на 51-го»                                             |
| Лучший сценарий, диалоги и адаптация (фр. Meilleur Scénario, Dialogues ou Adaptation)  | • Кристиан де Шалонж, Пьер Дюмайе (фр.) — «Чужие деньги»                                         |                                                                                                  |
| Лучший сценарий, диалоги и адаптация (фр. Meilleur Scénario, Dialogues ou Adaptation)  | • Жорж Коншон (фр.), Жак Руффио — «Сахар»                                                        |                                                                                                  |
| Лучший сценарий, диалоги и адаптация (фр. Meilleur Scénario, Dialogues ou Adaptation)  | • Жан-Лу Дабади (фр.), Клод Соте — «Простая история»                                             |                                                                                                  |
| Лучшая музыка к фильму                                                                 |                                                                                                  | • Жорж Делерю — « Приготовьте ваши носовые платки»                                               |
| Лучшая музыка к фильму                                                                 | • Антуан Дюамель — «Песнь о Роланде»                                                             |                                                                                                  |
| Лучшая музыка к фильму                                                                 | • Филипп Сард — «Простая история»                                                                |                                                                                                  |
| Лучшая музыка к фильму                                                                 | • Пьер Жансен — «Виолетта Нозьер»                                                                |                                                                                                  |
| Лучший монтаж                                                                          | • Раймон Гуйо (фр.) — «Досье на 51-го»                                                           | • Раймон Гуйо (фр.) — «Досье на 51-го»                                                           |
| Лучший монтаж                                                                          | • Жан Равель (фр.) — «Чужие деньги»                                                              |                                                                                                  |
| Лучший монтаж                                                                          | • Женевьева Виндинг (фр.) — «Дикое состояние» (фр.)                                              |                                                                                                  |
| Лучший монтаж                                                                          | • Анри Ланоэ (фр.) — «Бабочка на плече» (фр.)                                                    |                                                                                                  |
| Лучшая работа оператора                                                                | • Бернар Цицерманн (фр.) — «Мольер»                                                              | • Бернар Цицерманн (фр.) — «Мольер»                                                              |
| Лучшая работа оператора                                                                | • Нестор Альмендрос — «Зелёная комната»                                                          |                                                                                                  |
| Лучшая работа оператора                                                                | • Пьер Ломм — «Жюдит Терпов» (фр.)                                                               |                                                                                                  |
| Лучшая работа оператора                                                                | • Жан Боффети (фр.) — «Простая история»                                                          |                                                                                                  |
| Лучшие декорации (фр. Meilleurs décors)                                                | • Ги-Клод Франсуа — «Мольер»                                                                     | • Ги-Клод Франсуа — «Мольер»                                                                     |
| Лучшие декорации (фр. Meilleurs décors)                                                | • Франсуа де Ламот (фр.) — «Один-два-два» (фр.)                                                  |                                                                                                  |
| Лучшие декорации (фр. Meilleurs décors)                                                | • Теобальд Мёрисс — «Грязный мечтатель» (фр.)                                                    |                                                                                                  |
| Лучшие декорации (фр. Meilleurs décors)                                                | • Жак Бриззио — «Виолетта Нозьер»                                                                |                                                                                                  |
| Лучший звук                                                                            | • Вильям Робер Сивель (фр.) — «Дикое состояние»                                                  | • Вильям Робер Сивель (фр.) — «Дикое состояние»                                                  |
| Лучший звук                                                                            | • Харальд Мори (фр.) — «Жюдит Терпов»                                                            |                                                                                                  |
| Лучший звук                                                                            | • Аликс Комте — «Мольер»                                                                         |                                                                                                  |
| Лучший звук                                                                            | • Пьер Ленуар (фр.) — «Простая история»                                                          |                                                                                                  |
| Лучший короткометражный документальный фильм (фр. Meilleur Court-métrage documentaire) | • L'Arbre vieux (режиссёр: Анри Молин)                                                           | • L'Arbre vieux (режиссёр: Анри Молин)                                                           |
| Лучший короткометражный документальный фильм (фр. Meilleur Court-métrage documentaire) | • Chaotilop (режиссёр: Жан-Луи Грос)                                                             |                                                                                                  |
| Лучший короткометражный документальный фильм (фр. Meilleur Court-métrage documentaire) | • Tibesti Too (режиссёр: Раймон Депардон)                                                        |                                                                                                  |
| Лучший короткометражный игровой фильм (фр. Meilleur court métrage de fiction)          | • Dégustation maison (режиссёр: Софи Татищефф)                                                   | • Dégustation maison (режиссёр: Софи Татищефф)                                                   |
| Лучший короткометражный игровой фильм (фр. Meilleur court métrage de fiction)          | • Собака месье Мишеля / Le Chien de M. Michel (режиссёр: Жан-Жак Бенекс)                         |                                                                                                  |
| Лучший короткометражный игровой фильм (фр. Meilleur court métrage de fiction)          | • Четверг, 7 апреля / Jeudi 7 avril (режиссёр: Петер Кассовиц)                                   |                                                                                                  |
| Лучший короткометражный игровой фильм (фр. Meilleur court métrage de fiction)          | • L'ornière (режиссёр: Франсуа Дюпейрон)                                                         |                                                                                                  |
| Лучший короткометражный анимационный фильм (фр. Meilleur Court-métrage d'animation)    | • На вёслах через океан / La Traversée de l'Atlantique à la rame (режиссёр: Жан-Франсуа Лагиони) | • На вёслах через океан / La Traversée de l'Atlantique à la rame (режиссёр: Жан-Франсуа Лагиони) |
| Лучший короткометражный анимационный фильм (фр. Meilleur Court-métrage d'animation)    | • L'anatomiste (режиссёр: Ив Бранголо)                                                           |                                                                                                  |
| Лучший короткометражный анимационный фильм (фр. Meilleur Court-métrage d'animation)    | • Le phénomène (режиссёр: Поль Допфф)                                                            |                                                                                                  |
| Лучший иностранный фильм (фр. Meilleur film étranger)                                  | • Дерево для башмаков / L'albero degli zoccoli (Италия, режиссёр: Эрманно Ольми)                 | • Дерево для башмаков / L'albero degli zoccoli (Италия, режиссёр: Эрманно Ольми)                 |
| Лучший иностранный фильм (фр. Meilleur film étranger)                                  | • Джулия / Julia (США, режиссёр: Фред Циннеман)                                                  |                                                                                                  |
| Лучший иностранный фильм (фр. Meilleur film étranger)                                  | • Осенняя соната / Höstsonaten (Швеция, режиссёр: Ингмар Бергман)                                |                                                                                                  |
| Лучший иностранный фильм (фр. Meilleur film étranger)                                  | • Свадьба / A Wedding (США, режиссёр: Роберт Олтмен)                                             |                                                                                                  |

### Специальная награда
| Награда          | Лауреаты                  | Лауреаты        |
| ---------------- | ------------------------- | --------------- |
| Почётный «Сезар» |                           | • Марсель Карне |
| Почётный «Сезар» | • Уолт Дисней (посмертно) |                 |
| Почётный «Сезар» | [[Файл:\|200px]]          | • Шарль Ванель  |